# Donauländischer Reiter
Der sogenannte Donauländische Reiter ist ein Typus von antiken Kultbildern, von dem zahlreiche Belege im Donauraum gefunden wurden. Man hat auf einen entsprechenden Kult geschlossen, der ab Mitte des 2. Jahrhunderts in den römischen Provinzen Dakien, Moesien und Pannonien praktiziert wurde.
Im Unterschied zu den Darstellungen des sogenannten Thrakischen Reiters weisen die Bildwerke keinerlei Inschriften auf, weshalb man, was die Identität der verehrten Gottheiten und die Herkunft der Verehrer anbelangt, auf Vermutungen angewiesen ist.
Es werden zwei Bildtypen unterschieden. Der ältere Bildtypus zeigt einen Reiter und rechts neben ihm eine Göttin und deren Begleiter. Unter dem Pferd liegt häufig ein niedergestreckter Mann. Beim jüngeren Bildtyp des 3. und 4. Jahrhunderts erscheint eine Göttin zwischen zwei ihr zugewandten Reitern. Manchmal füttert die Göttin die Pferde aus einer Schale. Dieser Bildtyp erinnert an ähnliche Darstellungen der ursprünglich keltischen Epona. Meist erscheint zudem vor der Göttin ein Fisch, der manchmal auf einem Dreifuß liegt. Es wird vermutet, dass bei einem Kultmahl Fisch verzehrt wurde. Aus einer Darstellung, die einen an einem Baum aufgehängten geschlachteten Widder mit einem darunter gestellten Gefäß zum Auffangen des Opferblutes zeigt, hat man auf Verbindungen zum Kult der Kybele und dem dort praktizierten Widderopfer (Kriobolium) geschlossen.